# Hôtel de Châtillon-sur-Seine
Ne pas confondre avec l’hôtel de Châtillon situé sur la place des Vosges à Paris.
L’hôtel de Châtillon-sur-Seine est une maison de ville du XVIIIe siècle située à Châtillon-sur-Seine dans le département français de la Côte-d'Or.

## Localisation
L’hôtel de Châtillon-sur-Seine se trouve au 9 rue du Bourg à Châtillon-sur-Seine (Côte-d'Or).

## Histoire
L’hôtel de Châtillon-sur-Seine est construit au XVIIIe siècle.
L’édifice est partiellement inscrit aux Monuments historiques par arrêté du 20 février 1980.

## Architecture
Les éléments suivants de l’hôtel sont inscrits aux Monuments historiques :
- les façades et les toitures,
- l’escalier avec sa rampe en bois,
- les petit et grand salons et bureau, y compris leurs décors, au rez-de-chaussée,
- la pièce servant de cuisine, y compris son décor, au premier étage,
- les cheminées, qui se trouvent dans la salle à manger au rez-de-chaussée et dans la salle à manger et les trois chambres au premier étage.